# كارل مايكل بيلمان
كان كارل مايكل بيلمان (4 فبراير 1740 - 11 فبراير 1795) مؤلف أغان، وملحنًا، وموسيقيًا، وشاعرًا، وفنانًا ترفيهيًا سويديًا. إذ يعد شخصية مركزية في تقليد الأغنية السويدية ولا يزال له تأثير قوي في الموسيقى السويدية وكذلك في الأدب الإسكندنافي حتى اليوم. قورن بشكسبير وبيتهوفن وموزارت وهوجرت. تُعد هبته، المتمثلة في استخدام أسلوب الروكوكو الكلاسيكي على نحو أنيق، في تناقض كوميدي مع البؤس الذي يصحب الشرب والدعارة، اللتين يندم عليهما حينًا وينتشي لذكرهما حينًا، فريدة من نوعها.
يشتهر بيلمان بمجموعتين من القصائد الموسيقية وهما رسائل فريدمان وأغاني فريدمان. تتكون كل منهما من نحو 70 أغنية. يتلخص الموضوع العام لأغانيه في الشرب. تمزج الأغاني «بكل براعة» الكلمات والموسيقى للتعبير عن المشاعر والحالات المزاجية من الفكاهة إلى الحزن ومن الرومانسية إلى الهجاء.
كان بيلمان من بين رعاة الملك غوستاف الثالث ملك السويد، الذي وصفه بأنه سيد الارتجال. يغني الموسيقيون من إسكندنافيا أغانيه، وتسجل بلغات أخرى كالإنجليزية والفرنسية والألمانية والإيطالية والروسية. يحفظ العديد من السويديين بعض أغانيه كأغنية غوبن نواك وفياريلن فينجاد عن ظهر قلب. يشمل إرثه أيضًا متحفًا في ستوكهولم وجمعية تعزز الاهتمام به وبعمله.

## سيرة حياتية

### النشأة
وُلد كارل مايكل بيلمان في 4 فبراير 1740 في منزل ستورا داورسكا، الذي كان واحدًا من أجمل المنازل في حي سودرمالم في ستوكهولم. كان المنزل ملكية جدته الأم، كاثرينا فون سانتن، التي ربت والده، بعد أن تُوفي الجد في سن صغيرة. كان والدا كارل مايكل، يوهان آرندت بيلمان موظفًا حكوميًا، وكاثرينا هيرمونيا، ابنة الكاهن في كنيسة ماريا ماجدالينا المحلية. كانت عائلتها سويدية بالكامل، بينما كانت عائلة يوهان من أصل ألماني، إذ جاءوا من بريمن نحو عام 1660. انتقلت العائلة إلى منزل صغير يسمى ليلا داورسكا عندما كان كارل مايكل في الرابعة من عمره. ارتاد كارل مدرسة محلية لمدة قصيرة، لكنه تعلم على نحو رئيسي من خلال المعلمين الخصوصيين. كان الأكبر من بين 15 طفلًا عاشوا عمرًا كافيًا سُجلوا على إثره مع المواليد. كان ينوي والداه أن يجعلاه كاهنًا، لكنه أصيب بحمى، وعندما تعافى وجد أنه باستطاعته التعبير عن أي فكرة في أبيات شعر مقفاة. عين والداه معلمًا يدعى إنيس، من وصفه بيلمان بأنه «عبقري». درس بيلمان اللغة الفرنسية والألمانية والإيطالية والإنجليزية واللاتينية، وقرأ أعمال هوراس وبوالو، وعلمه إنيس كيفية كتابة الشعر وترجمة الترانيم الفرنسية والألمانية. اطلع كارل على قصص من الكتاب المقدس مثل الأبوكريفا، التي شقت طريقها إلى الأغاني التي كتبها في حياته اللاحقة. استنفذت العائلة الأموال في تقاليد الضيافة السويدية، لذا لم يكن لديه المال الكافي لبدء حياته المهنية برحلة إلى جنوب أوروبا، كإسبانيا لزيارة عمه يعقوب مارتن بيلمان، القنصل السويدي في قادس. ترجم كارل مايكل كتابًا فرنسيًا لدو فور وقدمه لعمه لكن عمه تجاهله. أرسلت العائلة كارل مايكل إلى بنك السويد المركزي «ريكسبانكن»، في نهاية 1757، بصفة متدرب غير مدفوع الأجر بعد أن غرقت في الديون. لم يكن الفتى ضليعًا بالأرقام، بل أخذ يستكشف الحانات ودور الدعارة التي ستظهر جلية في أغانيه فيما بعد.
قرر أن يأخذ استراحة في عام 1758، نظرًا لعدم نجاحه في حياته المهنية في المصرف، ونظرًا لأنه توجب على المتدربين (بعد مدة من المرونة) أن يجتازوا امتحانًا لم يكن بيلمان مؤهلًا له. ذهب كارل إلى جامعة أوبسالا، حيث كان البروفيسور لينيوس يدرس علم النبات. لم تكن فكرة حضور المحاضرات أخف وطأة من العمل في المصرف. بقي لفصل دراسي واحد فقط. تسجل أحد أغانيه (إف إس 28) «أنه يتأمل في أوبسالا، البيرة تحرق فمه، والحب يشتت ذهنه...». التقى بشباب (ككارل بوند) من أسر ثرية ونبيلة، وذهب معهم للشرب، وبدأ يسليهم بأغانيه. عاد بيلمان إلى عمله في المصرف، ويبدو أنه سرعان ما واجه صعوبات مالية. «بدأت الديون جنبًا إلى جنب مع الضامنين والتأمينات تتكاثر حوله كالأدغال». تظهر شخصية القاضي بلومبيرغ في أغانيه (كأغنية إف إس 14)، إذ يحاول باستمرار تعقب المدينين وحجز جميع ممتلكاتهم. كان القانون يسمح للمفلسين بالهرب من سجن الديون فقط عن طريق مغادرة السويد. هرب بيلمان إلى النرويج في عام 1763. كما كتب إلى المجلس يتقدم بطلب لجواز سفر، ثم لتأشيرة سفر آمنة، من مأمنه بمدينة هالدن (المسماة حينئذ فريدريكشالد)، وقد مُنح كليهما. رهن والده منزل ليلا داورسكا ثم باعه. لم تكن أوضاع الأسرة المالية أفضل من وضعه الشخصي. تداعت أحوال المصرف كذلك في أبريل 1764، جراء سلوك الشباب المشاغب. أظهرت التحقيقات أن بيلمان كان زعيم العصابة، الذي جرهم (كما كتب المصرف) إلى «المقامرة والحفلات التنكرية والنزهات وما شابه ذلك» وعليه استقال بيلمان، تاركًا عمله المصرفي بلا رجعة.

### الحياة اللاحقة
سُحب الدعم عن الفنون الليبرالية بعد اغتيال الملك في دار الأوبرا الملكية السويدية عام 1792. بدأت حالة بيلمان، المتدهورة بالفعل جراء معاقرته الكحول، تسوء، إذ أثقل في الشرب. لا شك أن شربه المستمر ساهم في إصابته بنقرس شديد عام 1790. كما أنه أصيب بالسل، وهو المرض الذي قتل والدته بالفعل، وقد ساءت حالته جدًا شتاء عام 1792.
لم يكف حالته المرض، إذ اعتقل بعد صراع طويل مع الديون والخوف من الخراب والسجن طوال حياته «بسبب دين ضئيل قدره 150 ريكسدالر». ترددت الشائعات بأن زميله السابق في الجمارك، إ. ج. نوبيليوس، رفض تقدماته إلى لويز بيلمان، وأنه، انتقامًا منه، رفع دعوى قضائية ضده على هذا الدين، بعد علمه بأن الثاني لا يمتلك أي مال. كان بيلمان مدينًا بما يقرب من 4000 ريكسدالر. توفي بيلمان أثناء نومه في منزله في غاملا كونجشولمسبروغاتان في 11 فبراير 1795. دُفن في مقبرة كلارا دون وجود حجر أعلى قبره، ما جعل مكان دفنه غير معروف الآن. وضعت الأكاديمية السويدية تذكارًا في المقبرة عام 1851، ليتضمن ميدالية برونزية من تصميم يوهان توبياس سيرغل.

## الاحتفاء به
ذاع صيت بيلمان في عصره، إذ دعاه الملك غوستاف الثالث بلقب (السيد المبدع الماهر).

قورن بيلمان بشعراء وموسيقيين متنوعين كشكسبير وبيتهوفن. كما وُصف بأنه «موزارت وهوجرت الشعر السويدي». ذكرت أوس كليلاند إن:
مقارنته بـ«هوجرت» على نحو خاص ليست من قبيل الصدفة. إذ رسم بيلمان صورًا مفصلة لعصره في أغانيه، ليس فقط من حياة القصر، ولكن من حياة الناس العاديين في حياتهم اليومية، تمامًا كنظيره الإنجليزي.
بينما يرى بول بريتن أوستن ببساطة أن:
بيلمان فريد بين الشعراء الكبار، إذ أن أعماله كلها موسيقى. وعلى الرغم من أن الشعراء الآخرين قد كتبوا أغانٍ، إلا أن الأغنية كانت فنهم الوحيد. لم يتركوا خلفهم عملًا كبيرًا موسيقيًا وأدبيًا كما فعل بيلمان. لم يرسموا على لوحاتهم كلمات وموسيقى للعصر. كما لم تحو أغانيهم العناصر الدرامية.